# Erik Byléhn
Erik Byléhn   (Bollnäs, 15 de gener de 1898 - Uppsala, 14 de novembre de 1986) va ser un atleta suec que va competir durant la dècada de 1920.
El 1924 va prendre part en els Jocs Olímpics de París, on disputà tres proves del programa d'atletisme. Guanyà la medalla de plata en la prova dels 4x400 m relleus, formant equip amb Artur Svensson, Gustaf Weijnarth i Nils Engdahl. En els 400 i 800 metres quedà eliminat en sèries. Quatre anys més tard, als Jocs d'Amsterdam, disputà dues proves del programa d'atletisme. Guanyà la medalla de plata en la cursa dels 800 metres, mentre en la del 4x400 m relleus fou quart.
En el seu palmarès també destaquen tres campionats nacionals, dos dels 800 metres (1925 i 1928) i un dels 400 metres (1925).

## Millors marques
- 400 metres llisos. 48.7" (1924)
- 800 metres llisos. 1'52.8" (1928)[1][3]